# Sous-district de Jérusalem

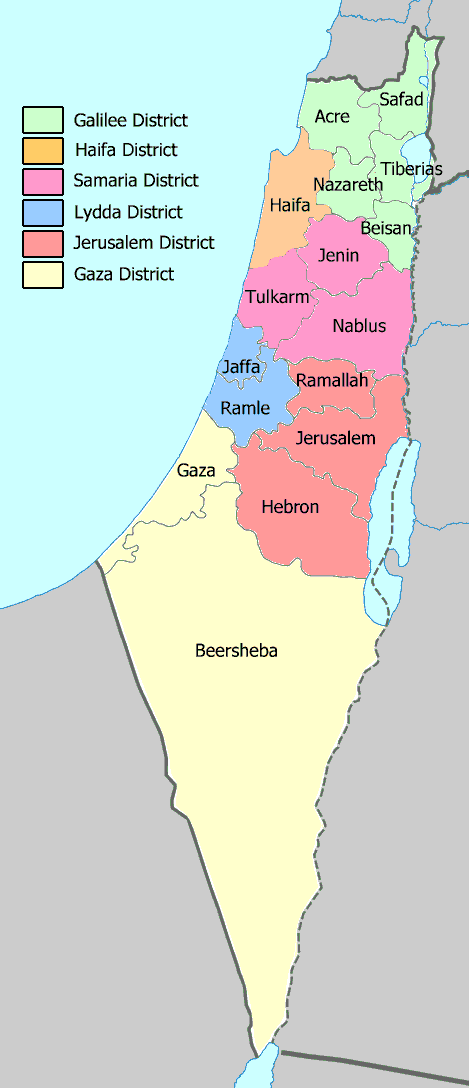
Les districts et sous-districts de la Palestine mandataire en 1945.

Le sous-district de Jérusalem (arabe : قضاء يافا ; hébreu : נפת יפו) était un sous-district de Palestine mandataire. Son chef-lieu était la ville de Jérusalem. Le sous-district disparaît après la guerre israélo-arabe de 1948-1949, devenant en partie le district de Jérusalem israélien.

## Villes et villages dépeuplés
| - Allar - Aqqur - Artuf - Bayt 'Itab - Bayt Mahsir - Bayt Naqquba - Bayt Thul - Bayt Umm al-Mays - al-Burayj - Dayr Aban - Dayr 'Amr - Dayr al-Hawa - Dayr Rafat | - Dayr al-Shaykh - Deir Yassin - Ayn Karim - Ishwa - Islin - Khirbat Ism Allah - Jarash - al-Jura - Kasla - Khirbat Al-Lawz - Lifta - al-Maliha - Nitaf | - al-Qabu - Qalunya - al-Qastal - Ras Abu 'Ammar - Romema - Sar'a - Saris - Sataf - Suba - Sheikh Badr - Sufla - Khirbat al-Tannur - Khirbat al-'Umur - al-Walaja |